# Dorothy McGuire (színművész)
Dorothy McGuire (Omaha, 1916. június 14. – Santa Monica, 2001. szeptember 13.) Oscar-díjra jelölt amerikai színésznő. 
A negyvenes évek keresett művésze volt, édesanya szerepekben tudott azonban a legjobban játszani. Élete során háromszor jelölték Primetime Emmy-díjra, de nem sikerült díjra váltania.

## Élete és pályafutása
1916-ban született, Thomas Flaherty jogász és Isabel Flaherty lányaként.
Tizenkét évesen kapta meg első szerepét a helyi színház Hamupipőke című előadásában, amiben Henry Fonda is szerepelt. Apja halála után McGuire apácákhoz került iskolákba Indianapolisba, majd Massachusetts államban folytatta tanulmányait a Pine Manor Junior College-ban. Az 1930-as években New Yorkba ment, de nem voltak sikeresek a meghallgatásai. 1938-ban átvette egy rövid ideig Martha Scott szerepét A mi kis városunk-ban. 1940-ben megfordult a szerencséje, mikor elnyerte a Claudia főcímszerepét, és kritikai elismeréseket zsebelt be a Broadwayn. 1943-ban megismételte ezt a filmvásznon is, majd további filmszerepeket kapott Elia Kazan filmjében, A Tree Grows in Brooklynban (1944) és a Csigalépcsőben (1946).
1946-ban visszautasította Anna Leonowens szerepét Rex Harrison mellett az Anna és a sziámi király című romantikus filmben, amit végül Irene Dunne kapott meg. Ugyanezt a filmet később átdolgozták musicalnek is az ötvenes években. Szintén ebben az évben megjelent a Claudia folytatásában, a Claudia and Davidben gyakori színésztársával, Robert Younggal, de nem sikerült felülmúlniuk az első rész sikerét.
1947-ben McGuire-t Oscar-díjra jelölték az Úri becsületszó című filmben nyújtott alakításáért. Egy kis szünet után visszatért a színpadra, és vendégszerepelt tévésorozatokban is, a Climax! című sorozatban 1955-ben Primetime Emmy-díjra jelölték. 1954-ben Clifton Webb partnere volt a Three Coins in the Fountain című filmben, 1956-ban pedig Gary Cooper mellett játszott a Szemben az erőszakkal című produkcióban.
1960-ban McGuire csillagot kapott a Hírességek sétányán. 1965-ben Szűz Mária szerepét alakította A világ legszebb története című filmben. McGuire egészen 1990-ig aktívan színészkedett, két további Emmy-jelölést kapott 1976-ban és 1986-ban, de egy díjat sem sikerült szereznie.

### Magánélete
McGuire 1943-ban feleségül ment John Swope fényképészhez, akitől egy fia és egy lánya született. Lánya, Topo Swope, szintén színésznő lett, fia, Mark pedig fényképész.
McGuire egészsége megrendült 2001-ben, mikor elesett és eltörte a lábát. Nyolcvanöt évesen hunyt el a santa monicai kórházban.

## Filmográfia

### Film
| Év   | Magyar cím                    | Eredeti cím                       | Szerep                               | Magyar hang    |
| ---- | ----------------------------- | --------------------------------- | ------------------------------------ | -------------- |
| 1943 |                               | Claudia                           | Claudia Naughton                     |                |
| 1945 |                               | The Enchanted Cottage             | Laura Pennington                     |                |
| 1945 | Egy fa nő Brooklynban         | A Tree Grows in Brooklyn          | Katie Nolan                          |                |
| 1946 | Csigalépcső                   | The Spiral Staircase              | Helen                                | Hirling Judit  |
| 1946 |                               | Claudia and David                 | Claudia Naughton                     |                |
| 1946 |                               | Till the End of Time              | Pat Ruscomb                          |                |
| 1947 | Úri becsületszó               | Gentleman's Agreement             | Kathy Lacy                           | Györgyi Anna   |
| 1950 |                               | Mother Didn't Tell Me             | Jane Morgan                          |                |
| 1950 |                               | Mister 880                        | Ann Winslow                          |                |
| 1951 |                               | Callaway Went Thataway            | Deborah Patterson                    |                |
| 1951 |                               | I Want You                        | Nancy Greer                          |                |
| 1952 |                               | Invitation                        | Ellen Bowker Pierce                  |                |
| 1954 |                               | Make Haste to Live                | Crystal Benson                       |                |
| 1954 | Három pénzdarab a szökőkútban | Three Coins in the Fountain       | Miss Frances                         |                |
| 1955 | A tárgyalás                   | Trial                             | Abbe Nyle                            |                |
| 1956 | Szemben az erőszakkal         | Friendly Persuasion               | Eliza Birdwell                       | Németh Kriszta |
| 1957 | Betyár, a hűséges tolvaj      | Old Yeller                        | Katie Coates                         | Csere Ágnes    |
| 1959 |                               | The Remarkable Mr Pennypacker     | Mrs. Emily Pennypacker               |                |
| 1959 |                               | This Earth Is Mine                | Martha Fairon                        |                |
| 1959 |                               | A Summer Place                    | Sylvia Hunter                        |                |
| 1960 |                               | The Dark at the Top of the Stairs | Cora Flood                           |                |
| 1960 | A Robinson család             | Swiss Family Robinson             | Robinson mama                        | Földi Teri     |
| 1961 |                               | Susan Slade                       | Leah Slade                           |                |
| 1963 |                               | Summer Magic                      | Margaret Carey                       |                |
| 1965 | A világ legszebb története    | The Greatest Story Ever Told      | Szűz Mária                           | Tóth Auguszta  |
| 1971 |                               | Flight of the Doves               | Mary Magdalene St Bridget O'Flaherty |                |
| 1973 | Jonathan, a sirály            | Jonathan Livingston Seagull       | anya (hangja)                        |                |
| 1987 | Nyári hőség                   | Summer Heat                       | narrátor (hangja)                    |                |

### Televízió
| Év        | Magyar cím                  | Eredeti cím                                 | Szerep                         | Megjegyzések                               |
| --------- | --------------------------- | ------------------------------------------- | ------------------------------ | ------------------------------------------ |
| 1951      |                             | Robert Montgomery Presents                  | Judith Traherne                | 1 epizód                                   |
| 1954      |                             | The United States Steel Hour                | Tina                           | 1 epizód                                   |
| 1954      |                             | Lux Video Theatre                           | Jody Norris                    | 1 epizód                                   |
| 1954      |                             | The Best of Broadway                        | Tracy Lord                     | 1 epizód                                   |
| 1954–1956 |                             | Climax!                                     | Janet Spence / Miranda         |                                            |
| 1972      |                             | She Waits                                   | Sarah Wilson                   | tévéfilm                                   |
| 1972      |                             | Another Part of the Forest                  | Lavinia Hubbard                | tévéfilm                                   |
| 1975      |                             | The Runaways                                | Angela Lakey                   | tévéfilm                                   |
| 1976      | Gazdag ember, szegény ember | Rich Man, Poor Man                          | Mary Jordache                  | 7 epizód                                   |
| 1978      |                             | Little Women                                | Marmee March                   | minisorozat (2 epizód)                     |
| 1979      |                             | The Incredible Journey of Doctor Meg Laurel | Effie Webb                     | tévéfilm                                   |
| 1979      |                             | Little Women                                | Marmee March                   | 1 epizód                                   |
| 1982–1984 | Szerelemhajó                | The Love Boat                               | Hanna Hamilton / Sarah Webster | 2 epizód                                   |
| 1983      |                             | Ghost Dancing                               | Sarah Bowman                   | tévéfilm                                   |
| 1983      |                             | Fantasy Island                              | Joan Mallory                   | 1 epizód                                   |
| 1984      | Nyughatatlan fiatalok       | The Young and the Restless                  | Cora Miller                    | 1 epizód                                   |
| 1985      |                             | American Geisha                             | Ann Suzuki                     | tévéfilm                                   |
| 1985      |                             | Hotel                                       | Mrs. Christopher               | 1 epizód                                   |
| 1985      |                             | Amos                                        | Hester Farrell                 | tévéfilm                                   |
| 1985      |                             | Glitter                                     | Emilia Braedon                 | 1 epizód                                   |
| 1985      | Az élet megy tovább         | Between the Darkness and the Dawn           | Beryl Foster                   | tévéfilm                                   |
| 1986      | Egy kórház magánélete       | St. Elsewhere                               | Augusta Endicott               | 3 epizód                                   |
| 1986–1988 | Út a mennyországba          | Highway to Heaven                           | Jane Thompson                  | 3 epizód                                   |
| 1988      |                             | American Playhouse                          | Margaret Garrison              | 1 epizód                                   |
| 1990      | Caroline                    | Caroline?                                   | Flora Atkins                   | - tévéfilm - magyar hangja: - Kassai Ilona |
| 1990      | Az utolsó legjobb év        | The Last Best Year                          | Anne                           | tévéfilm                                   |

## Broadway szereplései
- 1938: A mi kis városunk
- 1939: Swingin' the Dream
- 1940: Medicine Show
- 1940: King Lady
- 1941-43: Claudia
- 1951–52: Legend of Lovers
- 1958: Winesburg, Ohio
- 1976-77: Az iguána éjszakája

## Fontosabb díjak és jelölések
| Év   | Cím                         | Díj | Eredmény |
| ---- | --------------------------- | --- | -------- |
| 1947 | Úri becsületszó             | New York-i Filmkritikusok Egyesülete: legjobb színésznő (megosztva Kathleen Byronnal a Black Narcissus című filmért) | Jelölve  |
| 1948 | Úri becsületszó             | Oscar-díj a legjobb női főszereplőnek                                                                                | Jelölve  |
| 1955 | Climax!                     | Primetime Emmy-díj a legjobb női főszereplőnek (televíziós minisorozat vagy tévéfilm)                                | Jelölve  |
| 1956 | Szemben az erőszakkal       | National Board of Review /USA/: legjobb színésznő                                                                    | Elnyerte |
| 1960 |                             | csillag a Hírességek sétányán                                                                                        | Elnyerte |
| 1976 | Gazdag ember, szegény ember | Primetime Emmy-díj a legjobb női mellékszereplőnek (drámasorozat)                                                    | Jelölve  |
| 1977 | Az iguána éjszakája         | Drama Desk-díj a legjobb színésznőnek színdarabban                                                                   | Jelölve  |
| 1986 | Amos                        | Primetime Emmy-díj a legjobb női mellékszereplőnek (televíziós minisorozat vagy tévéfilm)                            | Jelölve  |